# Astraea cincta
Astraea cincta là một loài thực vật có hoa trong họ Đại kích. Loài này được (Müll.Arg.) Caruzo & Cordeiro mô tả khoa học đầu tiên năm 2008.